# Kanton Argentré-du-Plessis
Kanton Argentré-du-Plessis (francouzsky Canton d'Argentré-du-Plessis) je francouzský kanton v departementu Ille-et-Vilaine v regionu Bretaň. Tvoří ho devět obcí.

## Obce kantonu
- Argentré-du-Plessis
- Brielles
- Domalain
- Étrelles
- Gennes-sur-Seiche
- Le Pertre
- Saint-Germain-du-Pinel
- Torcé
- Vergéal